# Convenzione sul genocidio
La Convenzione per la prevenzione e la repressione del delitto di genocidio, nota sinteticamente come UN Genocide Convention, è un trattato internazionale che mette al bando il genocidio e obbliga gli Stati parte a implementare l'applicazione di tale divieto. È stata il primo strumento giuridico a codificare il genocidio come un crimine, e il primo trattato in materia di diritti umani adottato all'unanimità dall'Assemblea Generale delle Nazioni Unite a New York, il 9 dicembre 1948, con la Risoluzione 260 (III) A, nel corso della terza sessione dell'Assemblea Generale delle Nazioni Unite.
La Convenzione è entrata in vigore il 12 gennaio 1951, e al 2022 conta di 149 Stati parte.
La Convenzione sul genocidio è stata concepita in seguito alla Seconda guerra mondiale, durante la quale si è assistito ad atrocità come quella dell'Olocausto che hanno difettato di una definizione giuridica. L'avvocato ebreo polacco Raphael Lemkin, che ha coniato il termine genocidio nel 1944 per descrivere le Politiche naziste nell'Europa occupata e il Genocidio Armeno, e si batté attivamente per il riconoscimento di ciò come un crimine ai sensi del diritto internazionale. La campagna per tale riconoscimento è culminata nel 1946 con una risoluzione simbolica dell'Assemblea Generale che ha riconosciuto il genocidio come un crimine internazionale e ha invitato alla creazione di un trattato vincolante che prevenga e punisca la perpetrazione del genocidio. In seguito ulteriori confronti e negoziazioni tra gli Stati membri delle Nazioni Unite hanno portato all'elaborazione della Convenzione per la prevenzione e la repressione del delitto di genocidio.

## Contenuto della Convenzione
La Convenzione, all'art. II afferma che "per genocidio si intende ciascuno degli atti seguenti, commessi con l'intenzione di distruggere, in tutto o in parte, un gruppo nazionale, etnico, razziale o religioso: a) uccisione di membri del gruppo; b) lesioni gravi all'integrità fisica o mentale dei membri del gruppo; c) il fatto di sottoporre deliberatamente il gruppo a condizioni di vita intese a provocare la sua distruzione fisica, totale o parziale; d) misure miranti a impedire nascite all’interno del gruppo; e) trasferimento forzato di fanciulli da un gruppo ad un altro." Dal contenuto si evince che le vittime sono oggetto di tali atti non casualmente, ma per via della loro appartenenza reale o apparente a un gruppo di individui.
La Convenzione stabilisce che il genocidio è atto vietato dal Diritto internazionale, con la conseguenza che la sua perpetrazione può far scaturire sia la responsabilità internazionale dello Stato, sia la responsabilità penale degli individui autori di atti di genocidio o in qualche modo coinvolti in essi. Tale responsabilità penale si determina anzitutto all'interno degli ordinamenti degli Stati contraenti; ma può anche sorgere nel quadro dell'ordinamento internazionale.
Il principale merito della Convenzione è quello di aver formulato per la prima volta una definizione precisa degli atti di genocidio proibiti. Più specificamente, la Convenzione individua tre elementi: 
- il compimento di uno dei vari atti criminosi da essa specificati (l'uccisione di membri di un gruppo, l'adozione di misure miranti ad impedire nascite all'interno del gruppo, etc.);
- il compimento di tali atti contro un gruppo «nazionale, etnico, razziale o religioso»;
- la presenza di un dolo specifico, e cioè «l'intenzione di distruggere in tutto o in parte» un gruppo appartenente ad una di queste quattro categorie protette.

Non rientrano invece nel concetto di genocidio né lo sterminio di gruppi politici, né il cd. "genocidio culturale", ossia la distruzione della cultura di un gruppo umano. La necessità di escludere il genocidio politico fu insistentemente sostenuta dall'Unione Sovietica, la quale rilevò non solo che i gruppi in questione non presentano caratteristiche stabili e permanenti, ma anche che vi era il rischio di una intromissione delle Nazioni Unite o di Stati terzi nella lotta politica interna. Anche la proposta di includere nella definizione il genocidio culturale fu respinto, soprattutto perché fu ritenuta troppo vaga e perché si temeva una interferenza negli affari interni degli Stati.

## Meccanismi di garanzia
La Convenzione prevede quattro diversi meccanismi di garanzia a tutela dei diritti da essa sanciti:
- l'istituzione di procedimenti giudiziari nei tribunali dello Stato sul cui territorio sono stati perpetrati atti di genocidio;
- l'istituzione di un Tribunale penale internazionale, cui però possono fare ricorso solo gli stati che ne abbiano accettato la competenza, con la conseguenza che in mancanza di tale riconoscimento, in assenza di intervento dello stato violatore il crimine rimane di fatto impunito;
- il ricorso agli organi competenti dell'ONU, perché adottino misure contemplate dalla Carta delle Nazioni Unite;
- il ricorso di uno Stato alla Corte internazionale di giustizia contro lo Stato autore di genocidio.

## La Convenzione in Italia
L'Italia ha ratificato la convenzione con la legge 11 marzo 1952, n. 153. Successivamente, ne ha attuato le prescrizioni con la legge 9 ottobre 1967, n. 962, con la quale ha stabilito le pene previste per i reati di genocidio e ne ha regolato la competenza per quanto riguarda i fatti che ricadono nella giurisdizione italiana, attribuendola alla Corte d'assise.